# Geranospiza
Geranospiza is een monotypisch geslacht van vogels uit de familie van de havikachtigen (Accipitridae). De wetenschappelijke naam van het geslacht is voor het eerst geldig gepubliceerd in 1847 door Kaup.

## Soorten
De volgende soort is bij het geslacht ingedeeld:
- Geranospiza caerulescens – Langpootkiekendief